# Vologases V
Vologases V, död 208, var kung av Partherriket 191-208. Han tillhörde arsakidernas dynasti.